# Verkehrsgesellschaft Gersprenztal
Die Verkehrsgesellschaft Gersprenztal mbH (VGG) ist ein Zusammenschluss aus den Odenwälder Busunternehmen Wissmüller (Michelstadt) und Sauter Omnibusreisen Neckartal-Odenwald (Beerfelden).

## Geschichte
1999 wurde die Verkehrsgesellschaft Gersprenztal gemeinsam von Rainer Sauter (Sauter Omnibusreisen Neckartal-Odenwald), Karl Reinhard Wissmüller (Reisebüro Wissmüller), Horst Mark (Auto Mark) und der Verkehrsgesellschaft Untermain gegründet.

## Linienübersicht

### Linienbündel Odenwald Nord
- 664 Bensheim – Reichenbach – Modautal – Gadernheim
- 665 Bensheim – Lautertal – Lindenfels – Reichelsheim
- 666 (Rimbach) – Fürth – Schlierbach – Lindenfels – Gadernheim
- 696 (Rimbach) – Fürth – Schlierbach – Lindenfels – Gadernheim

### Gersprenztal
- 10 Reichelsheim – Beerfuhrt – Fränkisch-Crumbach – Nieder-Kainsbach – Stierbach – Ober-Kainsbach – Spreng – Rehbach – Steinbach odw. – Michelstadt – Erbach
- 12 Reichelsheim – Fränkisch-Crumbach -Affhöllerbach – Wallbach – Höllerbach – Wersau
- 13 Reichelsheim – Ober-Kainsbach – Stierbach – Nieder-Kainsbach
- 14 Reichelsheim – Unter-Ostern – Ober-Ostern – Weschnitz – Erzbach –  Rohrbach
- 15 Reichelsheim – Klein-Gumpen – Laudenau – Winterkasten

### Linienbündel Ried
- 640 Bensheim Bahnhof – Einhausen Siedlung
- 641 Bensheim Bahnhof – Lorsch Bahnhof – Bensheim Bahnhof
- 642 Hofheim Bahnhof – Nordheim – Biblis Hochhaus
- 643 Heppenheim Bahnhof – Lorsch – Einhausen – Bürstadt Lampertheimer Straße
- 644 Viernheim Bahnhof – Lampertheim – Worms Hauptbahnhof
- 645 Groß-Rohrheim – Biblis – Bürstadt – Lampertheim (Schülerverkehr)
- 646 Bensheim Bahnhof – Lorsch – Einhausen – Bürstadt – Hofheim – Worms Hauptbahnhof (Spätverkehr)
- 647 Wattenheim/Jugendheim – Nordheim – Hofheim – Biblis – Bobstadt – Bensheim Schulen (Schülerverkehr)
- 651 Gürtnersiedlung – Riedrode – Bürstadt – Einhausen (Schülerverkehr)

### Linienbündel  Stadtverkehr Bensheim
Zum 9. Dezember 2018 hat die VGG das Linienbündel Bensheim im Bereich Bensheim übernommen.
- 671 Bensheim –  Rathaus – Auerbach
- 672 Bensheim – Berliner Ring – Auerbach
- 673 Bensheim – Weststadt

### Linienbündel Nördliche Bergstraße
Zum 9. Dezember 2018 hat die VGG das Linienbündel Nordliche Bergstraße im Bereich Heppenheim/Bensheim übernommen.
- 669 Bensheim – Heppenheim
- 670 Bensheim – Zwingenberg – Alsbach
- 675 Bensheim – Zell – Gronau
- 676 Bensheim – Schwanheim – Fehlheim – Rodau – Langwaden
- 677 Bensheim – Auerbach – Hochstädten – Balkhausen
- 677F Auerbach Berliner Ring – Fürstenlager – Hochstädter Haus
- 678 Heppenheim Bahnhof – Gunderslache – Nordstadt – Bahnhof
- 679 Heppenheim Bahnhof – Graben – Kreiskrankenhaus – Christuskirche

### Linienbündel Odenwald Süd
Die VGG hat im Juni 2019 den Zuschlag für den Betrieb des Linienbündels Odenwald Süd im Zeitraum vom 15. Dezember 2019 bis zum 8. Dezember 2029 erhalten.
- 680 Weinheim – Birkenau – Wald-Michelbach
- (680 an Sa. & So.) Ober-Abtsteinach – Birkenau
- 681 Weinheim – Gorxheimertal – Wald-Michelbach – Grasellenbach
- 682 Weinheim – Gorxheimertal – Oberflockenbach – (Waidsee & Mirama) – Weinheim
- 683 Wald-Michelbach – Weiher – (Vöckelsbach) – Mörlenbach – Juhöhe – Heppenheim
- 685 Wald-Michelbach – Heddesbach – Langenthal – Hirschhorn
- 688 Birkenau – Nieder-Liebersbach
- 690 Wald-Michelbach – Gadern/Hartenrod – Zotzenbach – Rimbach – Fürth
- 692 Birkenau/Mörlenbach – Reisen – Hornbach – Geisenbach
- 694 Rimbach – Mörlenbach – Bonsweiher